# Rudolf Jungblut
Conrad Andreas Rudolf Jungblut (* 19. Oktober 1844 in Harburg an der Elbe, Königreich Hannover; † 22. Juni 1921 in Goslar) war ein sächsischer Generalmajor.

## Militärkarriere
Jungblut besuchte das Kadettenhaus in Hannover und trat am 1. April 1863 in das 3. Infanterie-Regiment der Hannoverschen Armee ein. Bis Mitte Dezember 1863 avancierte er zum Leutnant im 6. Infanterie-Regiment. Am 1. April 1866 folgte seine Versetzung in das 1. Jäger-Bataillon, mit dem er sich im folgenden Krieg gegen Preußen am Feldzug in Thüringen beteiligte. Nach dem verlorenen Krieg, der Annexion des Königreich Hannovers und der Auflösung der Armee nahm er zum 1. Januar 1867 seinen Abschied.
Jungblut trat daraufhin am 1. April 1867 als Premierleutnant mit einem Patent vom 11. August 1866 in das 4. Infanterie-Regiment Nr. 103 der Sächsischen Armee ein. Am 1. August 1867 folgte seine Versetzung in das Schützen-(Füsilier-)Regiment Nr. 108, mit dem er sich 1870/71 während des Krieges gegen Frankreich an den Kämpfen bei Gravelotte (verwundet), Verdun, Sedan sowie der Einschließung und Belagerung von Paris beteiligte. Für sein Wirken erhielt Jungblut das Eiserne Kreuz II. Klasse und das Ritterkreuz des Albrechts-Ordens mit Kriegsdekoration.
Nach dem Friedensschluss rückte Jungblut am 25. Mai 1873 zum Hauptmann und Kompaniechef im 6. Infanterie-Regiment Nr. 105 auf. Von April 1881 bis März 1885 war er wieder im Schützen-(Füsilier-)Regiment Nr. 108 tätig und avancierte anschließend zum Major im 3. Infanterie-Regiment Nr. 102. Mit der Ernennung zum Kommandeur des II. Bataillons erfolgte am 1. April 1887 seine Rückversetzung in das Schützen-(Füsilier-)Regiment Nr. 108. Unter Beförderung zum Oberstleutnant schloss sich am 13. Dezember 1889 eine Verwendung als etatmäßiger Stabsoffizier im 4. Infanterie-Regiment Nr. 103 an. Vom 24. März 1893 bis zum 11. September 1896 war er als Oberst Kommandeur des 9. Infanterie-Regiment Nr. 133. Anschließend zu den Offizieren von der Armee versetzt, wurde Jungblut am 24. März 1897 unter Beförderung zum Generalmajor Kommandeur der am 1. April 1897 errichteten 7. Infanterie-Brigade Nr. 88 in Dresden. In Genehmigung seines Abschiedsgesuches wurde er am 16. November 1898 unter Verleihung des Komtur II. Klasse des Verdienstordens mit Pension und der Berechtigung zum Tragen seiner Uniform zur Disposition gestellt.

## Familie
Sein Sohn, Carl Jungblut, war als Kaufmann und Leiter der Deutschen Nyanza-Schiffahrtsgesellschaft in Afrika tätig. Rudolf Jungblut war im Aufsichtsrat der Gesellschaft. Ein Schiff der Gesellschaft, die General Jungblut, war nach ihm benannt.